# Aulonocnemis diego
Aulonocnemis diego är en skalbaggsart som beskrevs av Yves Cambefort 1987. Aulonocnemis diego ingår i släktet Aulonocnemis och familjen Aulonocnemidae. Inga underarter finns listade.